# 北新里 (嘉義縣)
23°30′14.8″N 120°23′21.5″E / 23.504111°N 120.389306°E
北新里是中華民國台灣嘉義縣太保市轄下的行政區。位於太保市東部。其面積約3.659301752平方公里，分20鄰，1200戶人家，大約有3600多人口。地處交通要道上，國道1號嘉義交流道設置於此，嘉義與新港、北港之要道鄉道嘉49縣（媽祖大道、嘉北路、北港路），交通四通八達，商家工廠林立，公園，國民中小學皆有設置，生活機能齊全。

## 地理
北新里位於太保市極東、北隔朴子溪，與民雄鄉、新港鄉相望，東連嘉義市西區竹村里，以中山高速公路為界；其西為麻寮里，以台灣糖業鐵路劃分，南鄰南新里，地勢平坦，是為鄉村都市化的村落。

## 聚落歷史
明鄭時期，鄭成功部將葉覲美率軍於此屯田，由於此處居民多為閩泉一帶前來虞溪開墾種植，鄭成功賜八隻水牛協助耕作與拉車。為其感念這初始8隻水牛，水虞在地居民對水牛格外愛護，其大量繁殖，農耕範圍逐漸擴大，在地居民結合稱此地「水虞厝」。

## 教育
北新里教育資源完整，全里學區皆屬南新國小與嘉新國中。
- 南新國小：其前身為 1914年創立之嘉義公學校（現嘉義市崇文國小）水虞厝分教場，於1921年獨立為水虞厝公學校。  國民政府來台初期，1946年改稱為台南縣東石區太保鄉第二國民學校、嘉義市立水虞厝國民學校。1947年因太保改制區隸屬嘉義市改稱為嘉義市立太保區南新國民學校，後來在1968年因推行國民教育延長改稱南新國民小學，1991年隨太保市升格改稱隸嘉義縣太保市[3]。
- 嘉新國中：其前身原為嘉義縣立太保國民中學南新分部，籌備期間曾暫借南新國小教室授課。嘉義縣議會張議長文正、蔡副議長長銘等人協助與縣長黃老達、主任秘書吳挽瀾、教育局長馮溥仁多方討論，後評估具有實際需要，於1970年正式獨立設校，定名為「嘉義縣立嘉新國民中學」[4]。

## 文化資源暨景點
玉賢宮：1927年正式定名，主祀觀音佛祖與三王公，清朝康熙年間，由葉文彬之父隨鄭成功，登台後定居水虞厝，並自大陸福建漳州府平和縣石古樓古坑社羅東堡尾伍都奉駕來此奉祀。據廟方口傳：朴子溪匪寇朱登貴攻打「水虞厝」時，因三王公化神兵為凡人與其戰鬥，爾後匪寇不再侵犯此庄。1927年葉姓後裔與董李兩厝建築本廟宇，正式定名為「玉賢宮」，宮內置管理委員會暨監察人綜整廟方事務。由於地基低窪，於1977年，由管理委員提議升高地基、並整建其內外部，並且擴建拜庭，廟主要建築進展為現況。